# Droga krajowa nr 510 (Węgry)
Droga krajowa nr 510 (węg. 510-es főút) – droga krajowa w komitacie Pest w środkowych Węgrzech. Długość - 13 km. Przebieg: 
- Budapeszt – skrzyżowanie z drogą krajową nr 5
- Dunaharaszti – skrzyżowanie z autostradą M0
- Taksony – skrzyżowanie z drogą krajową nr 51